# Śmigiel (gromada)
Śmigiel – dawna gromada, czyli najmniejsza jednostka podziału terytorialnego Polskiej Rzeczypospolitej Ludowej w latach 1954–1972.
Gromady, z gromadzkimi radami narodowymi (GRN) jako organami władzy najniższego stopnia na wsi, funkcjonowały od reformy reorganizującej administrację wiejską przeprowadzonej jesienią 1954 do momentu ich zniesienia z dniem 1 stycznia 1973, tym samym wypierając organizację gminną w latach 1954–1972.
Gromadę Śmigiel z siedzibą GRN w mieście Śmiglu (nie wchodzącym w skład gromady) utworzono – jako jedną z 8759 gromad na obszarze Polski – w powiecie kościańskim w woj. poznańskim, na mocy uchwały nr 26/54 WRN w Poznaniu z dnia 5 października 1954. W skład jednostki weszły obszary dotychczasowych gromad Glińsko, Koszanowo, Nowawieś, Poladowo i Żegrówko ze zniesionej gminy Śmigiel w tymże powiecie. Dla gromady ustalono 16 członków gromadzkiej rady narodowej.
1 stycznia 1958 do gromady Śmigiel włączono miejscowość Nietążkowo z gromady Stare Bojanowo w tymże powiecie.
1 stycznia 1960 do gromady Śmigiel włączono obszar zniesionej gromady Bronikowo w tymże powiecie.
4 lipca 1968 do gromady Śmigiel włączono obszar zniesionej gromady Czacz w tymże powiecie.
1 stycznia 1970 do gromady Śmigiel włączono 637,54 ha z miasta Śmigiel w tymże powiecie, natomiast 16,46 ha (części wsi Nietąszkowo – 10,66 ha, i Koszanowo – 5,80) z gromady Śmigiel włączono do miasta Śmigiel.
31 grudnia 1971 do gromady Śmigiel włączono miejscowość Bielawy ze zniesionej gromady Wilkowo Polskie w tymże powiecie.
Gromada przetrwała do końca 1972 roku, czyli do kolejnej reformy gminnej. 1 stycznia 1973 w powiecie kościańskim reaktywowano gminę Śmigiel.